# Hothori Desert
Hothori Desert är en öken i Kenya.   Den ligger i länet Wajir, i den centrala delen av landet, 400 km nordost om huvudstaden Nairobi.